# Katherine Govier
Katherine Govier (ur. 4 lipca 1948 w Edmonton) – kanadyjska pisarka.
Ukończyła studia licencjackie na Uniwersytecie Alberty i magisterskie na York University. W 1992 książka jej autorstwa Hearts of Flame otrzymała nagrodę Toronto Book Awards. Pisarka ma również w swoim dorobku nagrodę Marian Engel Award z 1997.
Mieszka w Toronto.

## Dzieła

### Powieści
- Random Descent – 1979
- Going Through the Motions – 1982
- Between Men – 1987
- Hearts of Flame – 1991
- Angel Walk – 1996
- The Truth Teller – 2000
- Creation – 2002
- Three Views of Crystal Water – 2005
- The Ghost Brush – 2010

### Zbiory opowiadań
- Fables of Brunswick Avenue – 1985
- Before and After – 1989
- The Immaculate Conception Photo Gallery – 1994